# Brevet de technicien supérieur - Gestion des transports et logistique associée
En France, le Brevet de technicien supérieur de Transport et prestations logistiques est un diplôme national français homologué au niveau V par l'État. 
Selon le référentiel de ce BTS rénové (anciennement BTS Transport jusqu'en 2012), du Ministère de l’enseignement supérieur et de la recherche, le titulaire du BTS Transport et prestations logistiques contribue, par l'exercice de son métier, aux flux nationaux et internationaux de marchandises. 
Il organise et gère des opérations de transport et des prestations logistiques (OTPL) sur les marchés locaux, régionaux, nationaux, communautaires et internationaux. Il optimise les opérations dans un contexte de mondialisation des échanges, en tenant compte de la complémentarité des modes de transport et du développement durable. Il contribue et met en œuvre des décisions stratégiques et coordonne des opérations entre les différents services de l’entreprise et/ou des partenaires extérieurs. Dans ce cadre, il a vocation à manager et animer des équipes. Il doit également maîtriser des compétences en communication écrite et orale liées aux dimensions commerciale et managériale de son métier. Enfin, il possède une bonne connaissance de l’environnement économique, juridique et professionnel.
En octobre 2018, le Ministère fait évoluer la définition du BTS en « Gestion des transports et logistique associée » à compter d'une première session prévue en 2021.